# Jameson (Missouri)
Jameson è un villaggio degli Stati Uniti d'America, situato nello Stato del Missouri, nella contea di Daviess.